# Plerodia
Plerodia – rodzaj chrząszczy z rodziny kózkowatych i podrodziny zgrzypikowych.

## Zasięg występowania
Przedstawiciele tego rodzaju występują w Ameryce Południowej, od Gujany Francuskiej na północy po Paragwaj na południu.

## Systematyka
Do Plerodia  należą 2 gatunki:
- Plerodia singularis
- Plerodia syrinx